# Deutscher Spiele Preis
Deutscher Spiele Preis — немецкая премия в области настольных игр. Премия начала вручаться в 1990 году немецким журналом «Die Pöppel-Revue», который собирает голоса магазинов настольных игр, журналов, специалистов и игровых клубов. Результаты публикуются ежегодно в октябре во время выставки Internationale Spieltage в Эссене. Премия Essen Feather вручается во время той же церемонии.
В отличие от Spiel des Jahres, которым награждают в основном семейные настольные игры, Deutscher Spiele Preis вручается «геймерским» играм за особенно хороший или инновационный геймплей.

## Победители[1]
2012 — 2011 — 2010 — 2009 — 2008 — 2007 — 2006 — 2005 — 2004 — 2003 — 2002 — 2001 — 2000 — 1999 — 1998 — 1997 — 1996 — 1995 — 1994 — 1993 — 1992 — 1991 — 1990

### 2012
- 1-е: Летопись
- 2-е: Траян
- 3ье: Гавайи
- 4-е: Ora et Labora
- 5-е: Helvetia
- 6-е: Targi
- 7-е: Kingdom Builder
- 8-е: Vegas
- 9-е: Africana
- 10-е: Santa Cruz

### 2011
- 1-е: 7 чудес
- 2-е: Замки Бургундии
- 3ье: Труа
- 4-е: Navegador
- 5-е: Asara
- 6-е: Mondo
- 7-е: Pantheon
- 8-е: Lancaster
- 9-е: Luna
- 10-е: Strasbourg

### 2010
- 1-е: Fresco
- 2-е: Vasco da Gama
- 3ье: World Without End
- 4-е: Tobago
- 5-е: Hansa Teutonica
- 6-е: Endeavor
- 7-е: Egizia
- 8-е: Macao
- 9-е: Dungeon Lords
- 10-е: Power Struggle

### 2009
- 1-е: Dominion
- 2-е: Le Havre
- 3ье: Pandemic (Пандемия)
- 4-е: Finca
- 5-е: Small World
- 6-е: Valdora
- 7-е: Diamonds Club
- 8-е: Through the Ages
- 9-е: Sherwood Forest
- 10-е: Fauna

### 2008
- 1-е: Agricola
- 2-е: Каменный век
- 3ье: Cuba
- 4-е: In the Year of the Dragon
- 5-е: Tribune: Primus Inter Pares
- 6-е: Hamburgum
- 7-е: Galaxy Trucker
- 8-е: Keltis
- 9-е: Witch's Brew
- 10-е: Metropolys

### 2007
- 1-е: The Pillars of the Earth
- 2-е: Notre Dame
- 3ье: Vikings (Викинги)
- 4-е: Yspahan
- 5-е: Zooloretto
- 6-е: Arkadia
- 7-е: Imperial
- 8-е: Leonardo da Vinci
- 9-е: Thebes
- 10-е: Colosseum

### 2006
- 1-е: Caylus （Кайлус)
- 2-е: Thurn and Taxis （Турн и Таксис. Королевская почта）
- 3ье: Antike
- 4-е: Blue Moon City (Город синей луны)
- 5-е: Mesopotamia
- 6-е: Elasund. The First City （Эласунд. Первый город）
- 7-е: Mauerbauer
- 8-е: Hacienda
- 9-е: Augsburg 1520
- 10-е: Rum & Pirates

Победителем в номинациях Лучшая детская игра и Лучшие правила была признана игра Nacht der Magier.

### 2005
- 1-е: Louis XIV
- 2-е: Niagara
- 3ье: Manila
- 4-е: Ubongo
- 5-е: Himalaya
- 6-е: Around the World in 80 Days （80 дней вокруг света）
- 7-е: Shadows over Camelot
- 8-е: Jambo
- 9-е: Das Zepter von Zavandor
- 10-е: Verflixxt

### 2004
- 1-е: Saint Petersburg
- 2-е: San Juan
- 3ье: Goa
- 4-е: Attika
- 5-е: Ingenious
- 6-е: Ticket to Ride (Билет на поезд)
- 7-е: Maharaja
- 8-е: Fearsome Floors
- 9-е: Hansa
- 10-е: The Bridges of Shangri-La

### 2003
- 1-е: Amun Re
- 2-е: Alhambra
- 3ье: Clans
- 4-е: Paris Paris
- 5-е: Domaine （Львиное сердце）
- 6-е: Fische Fluppen Frikadellen
- 7-е: Mare Nostrum (Цивилизация)
- 8-е: New England
- 9-е: Coloretto （Колоретто）
- 10-е: Edel, Stein & Reich

### 2002
- 1-е: Puerto Rico
- 2-е: TransAmerica
- 3ье: Dschunke
- 4-е: Villa Paletti
- 5-е: Mexica
- 6-е: Nautilus
- 7-е: Goldland
- 8-е: Pueblo
- 9-е: Pirate's Cove
- 10-е: Pizarro & Co.

### 2001
- 1-е: Carcassonne （Каркассон）
- 2-е: Medina
- 3ье: Traders of Genoa
- 4-е: EVO （ЭВО. Век динозавров）
- 5-е: Capitol
- 6-е: Cartagena
- 7-е: San Marco
- 8-е: Babel
- 9-е: Java
- 10-е: Das Amulett

### 2000
- 1-е: Taj Mahal
- 2-е: Torres
- 3ье: Vinci
- 4-е: Princes of Florence
- 5-е: La Cittá
- 6-е: Citadels (Цитадели)
- 7-е: Web of Power
- 8-е: Carolus Magnus
- 9-е: Aladdin's Dragons
- 10-е: Merchants of Amsterdam

### 1999
- 1-е: Tikal
- 2-е: Ra
- 3ье: Union Pacific
- 4-е: Samurai (Самурай)
- 5-е: Die Händler
- 6-е: Giganten
- 7-е: Verräter
- 8-е: Mamma Mia!
- 9-е: Chinatown
- 10-е: Medieval Merchant

### 1998
- 1-е: Tigris & Euphrates (Тигр и Евфрат)
- 2-е: Primordial Soup
- 3ье: Elfenland
- 4-е: Through the Desert
- 5-е: Canyon
- 6-е: Basari
- 7-е: Tycoon
- 8-е: Caesar & Cleopatra
- 9-е: Die Macher
- 10-е: Freebooter

- Лучшая детская игра: Chicken Cha Cha Cha

### 1997
- 1-е: Löwenherz
- 2-е: The Settlers of Catan card game (Колонизаторы: Карточная игра)
- 3ье: Showmanager
- 4-е: Mississippi Queen
- 5-е: Бонанза
- 6-е: Serenissima
- 7-е: Ramses II
- 8-е: Terra X
- 9-е: Beim Zeus
- 10-е: Manitou

- Лучшая детская игра: Die Ritter von der Haselnuß

### 1996
- 1-е: El Grande
- 2-е: Entdecker
- 3ье: Carabande
- 4-е: Get the Goods
- 5-е: Mü & More
- 6-е: MarraCash
- 7-е: Yucata'
- 8-е: Campanile
- 9-е: Ab Die Post!
- 10-е: Detroit-Cleveland Grand Prix

- Лучшая детская игра: Hallo Dachs!

### 1995
- 1-е: The Settlers of Catan (Колонизаторы)
- 2-е: Streetcar
- 3ье: Sternen Himmel
- 4-е: Mole in the Hole
- 5-е: Medici
- 6-е: Galopp Royal
- 7-е: Buzzle
- 8-е: Hattrick
- 9-е: Set!
- 10-е: High Society

- Лучшая детская игра: Piepmatz

### 1994
- 1-е: 6 Nimmt!
- 2-е: The Mob
- 3ье: Manhattan
- 4-е: Intrige
- 5-е: Rette Sich wer Kann
- 6-е: Was Sticht?
- 7-е: Auf Heller und Pfennig
- 8-е: Knock Out
- 9-е: Take It Easy
- 10-е: Billabong

- Лучшая детская игра: Husch Husch kleine Hexe
- Лучшая активная игра: Loopin' Louie

### 1993
- 1-е: Modern Art
- 2-е: Tutankhamen
- 3ье: Vernissage
- 4-е: Bluff
- 5-е: Acquire
- 6-е: Highlanders
- 7-е: Spiel der Türme
- 8-е: Sticheln
- 9-е: History of the World
- 10-е: Pfusch

- Лучшая детская игра: Verflixt Gemixt

### 1992
- 1-е: Flying Dutchman
- 2-е: Um Reifenbreite
- 3ье: Quo Vadis
- 4-е: Tal der Könige
- 5-е: Schraumeln
- 6-е: Cosmic Encounter
- 7-е: Minos
- 8-е: Extrablatt
- 9-е: Razzia
- 10-е: Neolithibum

- Лучшая детская игра: Schweinsgalopp

### 1991
- 1-е: Master Labyrinth
- 2-е: Bauernschlau
- 3ье: Drunter und Drüber
- 4-е: Jagd der Vampire
- 5-е: Casablanca
- 6-е: Girl Talk
- 7-е: Chamaleon
- 8-е: Duftende Spuren
- 9-е: Flusspiraten
- 10-е: Columbus

### 1990
- 1-е: Adel Verpflichtet
- 2-е: À la carte
- 3ье: Ein Solches Ding...
- 4-е: Favoriten
- 5-е: Gold Digger
- 6-е: Holiday AG
- 7-е: Römer
- 8-е: Wind & Wetter
- 9-е: Timberland
- 10-е: Dicke Kartoffeln